# گوران پاسکالیویچ
گوران پاسکالیویچ (سیریلیک صربی: Горан Паскаљевић؛ زادهٔ ۲۲ آوریل ۱۹۴۷ - درگذشته ۲۵ سپتامبر ۲۰۲۰) کارگردان فیلم، و فیلم‌نامه‌نویس اهل صربستان بود.
از فیلم‌ها یا مجموعه‌های تلویزیونی که وی در آن‌ها نقش داشته‌است می‌توان به «سرزمین خدایان» (۲۰۱۶) اشاره نمود.
وی در ۲۵ سپتامبر ۲۰۲۰ در پاریس درگذشت.